# The Headmaster Ritual
"The Headmaster Ritual" é uma canção da banda inglesa The Smiths, primeira faixa de seu segundo álbum de estúdio, Meat Is Murder (1985). Na Holanda, foi lançado como um single. Johnny Marr compôs a música e Morrissey escreveu a letra.
"The Headmaster Ritual" é escrita como uma crítica à educação britânica e aos castigos corporais, com uma linha de guitarra estridente que vem de várias fontes, incluindo os Beatles, Joni Mitchell e MC5. A letra chamou a atenção e provocou polêmica no Reino Unido. Os vocais e o lirismo de Morrissey renderam elogios à canção.

## Produção
"The Headmaster Ritual" foi escrita como uma crítica ao sistema educacional inglês, citando os "carniçais beligerantes" que dirigiam as escolas de Manchester. A música foi a única em que Marr fez uma sugestão a Morrissey na letra, especificamente para mudar a frase "hematomas maiores que pratos de jantar" para "contusões grandes como pratos de jantar". Como Marr contou: "Uma sobrancelha foi definitivamente levantada neste momento, e ele foi embora para refletir sobre o assunto. Quando nos reunimos novamente, 24 horas depois, ele disse que havia pensado muito no assunto e ficou impressionado com minha observação. Então, é claro, ele passou a fazer tudo sobre isso!"
Marr escreveu a faixa em afinação E aberta, lembrando: "Eu não tinha ideia do que estava fazendo quando a escrevi e gostei bastante disso. Acho que é um dispositivo útil para eliminar a estática do cérebro que atrapalha. apresentando mudanças de acordes". Musicalmente, inicia-se com um acorde de afinação aberta que Marr descreveu como o que Joni Mitchell "teria feito se fosse uma fã do MC5". A maior parte das partes de guitarra, de acordo com Marr, foram tocadas em um Rickenbacker: "O riff principal de 'The Headmaster Ritual' são duas faixas de Rickenbacker. Eu não estava pensando especificamente em 'Day Tripper' dos Beatles (mesmo que pareça), mas eu pensei nisso inspirado em George Harrison". Marr observou que a música levou "cerca de três anos" para ser escrita, o tempo mais longo que ele levou para escrever qualquer música.
Morrissey descreveu a música como "um som de guitarra explosivo que atinge todos os cantos". Ele a cantava em algumas de suas turnês solo, ela aparece em seu setlist ao vivo para o lançamento do show em DVD, Who Put the M in Manchester? (2005).

## Lançamento
Além de seu lançamento como faixa de abertura de Meat Is Murder, "The Headmaster Ritual" foi lançado como single na Holanda. A arte da capa do single, escolhida por Morrissey, apresenta uma imagem em preto e branco de uma criança vestida de cowboy do filme de 1965, The Uncle. A canção também apareceu como lado B no single americano "How Soon Is Now?"
A letra da canção atraiu polêmica após o lançamento, com o atual diretor da alma mater de Morrissey sendo entrevistado por tabloides do Reino Unido. A Autoridade Educacional de Manchester ameaçou proibir os Smiths de tocar na cidade devido à sua objeção à letra da música.

## Recepção crítica
O Pitchfork falou com entusiasmo sobre a música, escrevendo "Quando [Meat Is Murder] é bom, é ótimo: 'The Headmaster Ritual', especialmente, é cheio de momentos de arrepios na espinha de Morrissey (o refrão cantante e sem palavras que rima com 'Eu quero ir para casa/Eu não quero ficar', os emocionantes desvios do segundo verso do primeiro)" e comentando: "É seguro dizer que ninguém mais, antes ou depois, abriu um álbum de rock significativo martelando o bejesus do acorde capoado e de afinação aberta que começa 'The Headmaster Ritual'."
Consequence classificou a música como a 24.ª melhor música dos Smiths, escrevendo: "Há algo quase espectral no acorde de afinação aberta que Marr martela na introdução da música. É ecoado no efeito tremolo que os vocais de Morrissey alcançam no refrão, que soa a meio caminho entre um yodel e um grito de socorro." Guitar nomeou a música como o 11º maior momento de guitarra da banda, afirmando: "Um ataque direto de violão em staccato desencadeia o início de Meat Is Murder, antes de se dissolver em um dos riffs mais furtivos de Marr, evocando sem esforço aqueles dias de formação nos campos de jogos da escola". A Rolling Stone nomeou a música como a 39.ª melhor música dos Smiths.
A cantora e colaboradora dos Smiths, Kirsty MacColl, elogiou a música em uma entrevista de 1992, afirmando: "'The Headmaster Ritual' é tão boa. A letra é fantástica. ... Nessa música, a entrega é ótima e a execução é fantástica, mas a letra é outra coisa. Acho que é provavelmente uma das melhores músicas sobre estar na escola que já ouvi." Colin Meloy, do Decemberists, disse sobre a música: "O bruto em 'The Headmaster Ritual'. era [para mim] meu professor de ginástica de bigode e short curto, Sr. Trenary."

## Cover
Foi coberto pelo Radiohead para um webcast de 2007. Depois de assistir a capa, Marr brincou: "Eu mostrei os acordes a Ed O'Brien, mas talvez ele estivesse olhando pela janela!"

## Lista de músicas

### 7"MD 5290 (Holanda)
1. "The Headmaster Ritual" - 4:52
2. "Oscillate Wildly" - 2:32

### 12"MD 125295 (Holanda)
1. "The Headmaster Ritual" - 4:52
2. "Nowhere Fast" - 2:31
3. "Stretch Out and Wait" - 2:49
4. "Shakespeare's Sister" - 2:12
5. "Meat Is Murder" - 5:34

## Formação
- Morrissey - Vocal
- Andy Rourke - Baixo
- Mike Joyce - Bateria
- Johnny Marr - Guitarra